# Afro-Amerikaans-Engels
Afro-Amerikaans-Engels (African-American Vernacular English (AAVE), ook wel aangeduid in het Engels als Zwart (Vernaculair) Engels, Zwart Vernaculair, en soms ook als Ebonics (een informele, controversiële term), is een variëteit van het Engels dat als moedertaal wordt gesproken, met name in stedelijke gemeenschappen, door de meeste Afro-Amerikanen uit de arbeiders- en middenklasse en enkele zwarte Canadezen.
Met zijn eigen unieke grammatica, woordenschat en accentkenmerken, wordt Afro-Amerikaans-Engels door zwarte Amerikanen gebruikt aan het meer informele einde van een sociolinguïstisch continuüm; aan het formele einde van dit continuüm schakelen sprekers over naar meer standaard Engelse grammatica en woordenschat, meestal met behoud van elementen van het niet-standaard accent. Dit overschakelen wordt ook codewisseling genoemd.
Het Afro-Amerikaanse 'Vernaculaire' Engels deelt een groot deel van zijn grammatica en fonologie met de landelijke dialecten van de zuidelijke Verenigde Staten, en vooral ouder Zuid-Amerikaans-Engels vanwege historische connecties van Afro-Amerikanen met de regio.
Hedendaagse taalkundigen beweren dat de overeenkomsten tussen Afro-Amerikaans-Engels, West-Afrikaanse talen en op Engels gebaseerde creoolse talen gering zijn. De Afro-Amerikaans-Engelse variëteit valt genealogisch nog onder de Engelse taal en is aantoonbaar terug te voeren op de diverse niet-standaard dialecten van vroege Engelse kolonisten in de zuidelijke Verenigde Staten. Een minderheid van taalkundigen beweert echter dat de Afro-Amerikaans-Engels zoveel kenmerken deelt met Afrikaanse creoolse talen die over de hele wereld worden gesproken dat het ontstaan zou kunnen zijn als zijn eigen op Engels gebaseerde creooltaal of semi-creooltaal, anders dan de Engelse taal, voordat het een proces van Decreolisatie onderging.

## Oorsprong
Afro-Amerikaans-Engels kan worden beschouwd als een dialect, ethnolect of sociolect. Hoewel het duidelijk is dat er een sterke historische relatie is tussen deze taalvariëteit en eerdere zuidelijke Amerikaanse dialecten, is de oorsprong ervan nog steeds onderwerp van debat.

### Dialecttheorie
De leidende theorie onder taalkundigen is dat Afro-Amerikaans-Engels altijd een dialect van het Engels is geweest. Dat betekent dat het afkomstig is uit eerdere Engelse dialecten en niet uit op Engels gebaseerde creoolse talen die later weer in het Engels zouden zijn "gedecreoliseerd".
In het begin van de jaren 2000 leverde Shana Poplack bewijs op basis van een corpus van geschriften uit geïsoleerde enclaves in Samaná en Nova Scotia. Deze enclaves waren bevolkt door afstammelingen van vroege migraties van Afro-Amerikaans-Engelssprekende groepen. Poplack stelde dat de grammatica van vroeg Afro-Amerikaans-Engels nauwer aansloot bij Britse dialecten uit diezelfde periode dan bij hedendaagse Amerikaanse dialecten. Dit suggereert dat het moderne Afro-Amerikaans-Engels is ontstaan als een afwijking van reguliere variëteiten, in plaats van als het resultaat van decreolisering van een wijdverbreid creools.
Taalkundige John McWhorter stelt dat de invloed van West-Afrikaanse talen op Afro-Amerikaans-Engels gering is. In een interview op National Public Radio's Talk of the Nation omschreef McWhorter Afro-Amerikaans-Engels als een "hybride van regionale dialecten van Groot-Brittannië waaraan slaven in Amerika werden blootgesteld, omdat ze vaak samenwerkten met de contractarbeiders die die dialecten spraken". Volgens McWhorter zijn vrijwel alle taalkundigen die zich diepgaand met de oorsprong van deze taalvariant hebben beziggehouden het erover eens dat de West-Afrikaanse bijdrage relatief klein is.

### Creooltheorie
Een alternatieve, maar minder breed gedragen theorie onder taalkundigen stelt dat Afro-Amerikaans-Engels is ontstaan uit één of meerdere creoolse talen die werden gevormd door Afrikaanse gevangenen in de Trans-Atlantische slavenhandel. Omdat deze gevangenen afkomstig waren uit diverse taalgroepen, ontwikkelden zij nieuwe contacttalen om met elkaar en met hun ontvoerders te communiceren.
Volgens deze theorie ontstonden eerst zogenaamde pidgin-talen: vereenvoudigde mengsels van talen die zich in latere generaties konden ontwikkelen tot creolen. Creolist John Dillard verwijst naar het slavenschip William Smith, dat de grote diversiteit aan onderling onverstaanbare talen in Gambia beschreef. Tegen 1715 werd een Afrikaanse pidgin gereproduceerd in romans van Daniel Defoe, zoals The Life of Colonel Jacque. In 1721 legde Cotton Mather de spraak van tot slaaf gemaakten vast tijdens interviews over pokkeninenting.
Tijdens de Amerikaanse Revolutie waren de creoolse variëteiten onder tot slaaf gemaakten nog niet geheel onderling verstaanbaar. Dillard citeert een voorbeeld van zogenaamde slaventaal uit de tweede helft van de 18e eeuw: "Kay, massa, you just leave me, me sit here, great fish jump up into da canoe, here he be, massa, fine fish, massa; me den very grad; den me sit very still, until another great fish jump into de canoe; but me fall asleep, massa, and no wake 'til you come...".
Pas tijdens de Amerikaanse Burgeroorlog werd de taal van tot slaaf gemaakten bekender onder een groot aantal witte Amerikanen. Vooroorlogse abolitionistische kranten bevatten een rijk corpus van creoolse spraak. In zijn boek Army Life in a Black Regiment (1870) beschreef Thomas Wentworth Higginson veel kenmerken van de taal van zijn zwarte soldaten. Tegenstanders van de creooltheorie erkennen dat dergelijke pidgins of creolen kunnen hebben bestaan, maar stellen dat ze zijn uitgestorven zonder wezenlijke invloed op het moderne Afro-Amerikaans-Engels.

### Gebruik in retoriek en onderwijs
Een vroege en bekende gebruiker van Afro-Amerikaans-Engels in publieke context was de elocutionist en activist Hallie Quinn Brown (ca. 1849–1949). Hoewel zij volledig geschoold was in het standaard Amerikaans-Engels en doceerde in uitspraak, ademhaling en stemgebruik, koos zij er regelmatig voor om Afro-Amerikaans-Engels te gebruiken in haar voordrachten en lezingen. Daarmee eerde zij de taaltradities van Afro-Amerikanen en bekrachtigde zij hun culturele identiteit. Brown werkte op het snijvlak van taal, onderwijs en retoriek en wordt in hedendaags onderzoek beschouwd als een belangrijke voorloper van de logopedische praktijk in de Verenigde Staten en is van bijzondere betekenis voor Afro-Amerikaanse taalprofessionals.

## Grammatica

### Werkwoordstijd en aspect
Hoewel Afro-Amerikaans-Engels niet de eenvoudige verleden tijdmarkering heeft van andere Engelse varianten (dat wil zeggen, de -ed van "worked"), heeft het wel een optioneel tijdsysteem met ten minste vier aspecten van de verleden tijd en twee aspecten van de toekomende tijd.
| Fase               | Fase                | Voorbeeld          |
| ------------------ | ------------------- | ------------------ |
| Verleden tijd      | pre-recent          | I been bought it   |
| Verleden tijd      | recent              | I done buy it      |
| Verleden tijd      | Pre-tegenwoordig    | I did buy it       |
| Verleden tijd      | Inceptief verleden  | I do buy it        |
| Tegenwoordige tijd | Tegenwoordige tijd  | I be buying it     |
| Toekomende tijd    | onmiddellijk        | I'mma buy it       |
| Toekomende tijd    | Post-onmiddellijk   | I'mma gonna buy it |
| Toekomende tijd    | Onbepaalde toekomst | I gonna buy it     |

Als fasehulpwerkwoorden moeten been en done als eerste hulpwerkwoorden voorkomen; wanneer ze als de tweede voorkomen, dragen ze extra aspecten:
He been done work betekent "hij is al lang geleden klaar met werken".
He done been work betekent "tot voor kort werkte hij gedurende een lange periode".
Het laatste voorbeeld toont een van de meest onderscheidende kenmerken van het Afro-Amerikaans-Engels: het gebruik van be om aan te geven dat de uitvoering van het werkwoord een gewoonte is. In de meeste andere Amerikaans-Engelse dialecten kan dit alleen ondubbelzinnig worden uitgedrukt door bijwoorden te gebruiken, zoals usually (gewoonlijk).
Deze aspect-markerende vorm van been of BIN is beklemtoond en semantisch verschillend van de niet-beklemtoonde vorm: She BIN running ('Ze loopt al heel lang') en She been running ('Ze heeft gerend'). Dit aspect heeft verschillende namen gekregen, waaronder de perfecte fase (perfect phase), het verre verleden (remote past) en de verre fase (remote phase) (dit artikel gebruikt de derde term). Zoals hierboven te zien is, plaatst het werkwoord been de actie in het verre verleden. Wanneer been echter wordt gebruikt met statieve werkwoorden of gerundiumvormen, toont been aan dat de actie in een ver verleden begon en dat deze nu nog voortduurt. Rickford (1999) suggereert dat een betere vertaling bij het gebruik van statieve werkwoorden "voor een lange tijd" is. Bijvoorbeeld, als reactie op "I like your new dress" (Ik vind je nieuwe jurk leuk), zou je kunnen horen "Oh, I been had this dress" wat betekent dat de spreker de jurk al lang heeft en dat deze niet nieuw is.

## Sociale context
Hoewel het onderscheid tussen Afro-Amerikaans-Engels en Algemene Amerikaanse accenten duidelijk is voor de meeste Engelssprekenden, zijn een aantal kenmerken, met name de dubbele ontkenningen en het weglaten van bepaalde hulpwerkwoorden zoals has in has been, ook kenmerkend voor veel informele dialecten van het Amerikaans-Engels. Er bestaat een verstrekkende uniformiteit van de Afro-Amerikaans-Engelse grammatica, ondanks de enorme geografische spreiding over de Verenigde Staten. Dit kan deels te wijten zijn aan relatief recente migraties van Afro-Amerikanen uit het Zuidelijke Verenigde Staten (zie Grote Migratie en Tweede Grote Migratie) evenals aan de langdurige rassenscheiding die zwarte mensen dwong samen te leven in grotendeels homogene gemeenschappen.
Misvattingen over het Afro-Amerikaans-Engels hebben het gebruik ervan lang, tot aan de dag van vandaag, gestigmatiseerd. Een misvatting is dat Afro-Amerikaans-Engels "eenvoudig" of "slordig" is. Zoals alle dialecten vertoont deze variëteit echter een consistente interne logica en grammaticale complexiteit, en wordt het van nature door een groep mensen gebruikt om gedachten en ideeën uit te drukken. De attitudes tegenover Afro-Amerikaans-Engels zijn vaak minder positief; aangezien de variëteit afwijkt van de standaard, wordt het gebruik ervan vaak verkeerd geïnterpreteerd als een teken van onwetendheid, luiheid of beide. Deze houding is waarschijnlijk de reden dat de meeste Afro-Amerikaans-Engelssprekers bi-dialectaal zijn, ofwel, ze kunnen zich bedienen van zowel de Afro-Amerikaanse als de standaard Amerikaanse variant van het Engels. Soms kan dat laatste zelfs gepaard gaan met een standaard Amerikaans accent zonder sporen van Afro-Amerikaans-Engels. Een dergelijke taalkundige aanpassing in verschillende omgevingen wordt code-switching genoemd - hoewel Linnes (1998) stelt dat de situatie er in feite een is van diglossie: elk dialect, of elke code, wordt toegepast in verschillende omgevingen. Over het algemeen neemt de mate van exclusief gebruik van Afro-Amerikaans-Engels af naarmate de sociaal-economische status toeneemt. Echter, Afro-Amerikaans-Engels wordt nog steeds gebruikt door hoogopgeleide Zwarte Amerikanen.